# Joseph Cogels
Joseph Marie Cogels (* 19. Dezember 1882 in Schoten; † 26. September 1954 in Ossendrecht) war ein belgischer Sportschütze.

## Erfolge
Joseph Cogels nahm an den Olympischen Spielen 1920 in Antwerpen im Trap teil. Den Mannschaftswettbewerb schloss er mit der belgischen Mannschaft auf dem zweiten Rang ab, mit 503 Punkten hatten die Belgier 44 Punkte Rückstand auf die erstplatzierten US-Amerikaner. Neben Cogels gehörten noch Albert Bosquet, Louis Van Tilt, Émile Dupont, Edouard Fesinger und Henri Quersin zum Team.